# مسابقات قهرمانی تکواندو جهان ۲۰۲۳
مسابقات قهرمانی تکواندو جهان ۲۰۲۳ (انگلیسی: 2023 World Taekwondo Championships)، بیست و ششمین دورهٔ مسابقات قهرمانی تکواندو جهان بود که از روز ۲۹ مهٔ تا ۴ ژوئن ۲۰۲۳ در شهر باکو، جمهوری آذربایجان برگزار شد. برای اولین بار بود که جمهوری آذربایجان میزبان این رویداد ورزشی گردید.

## جدول مدال
*   کشور میزبان (آذربایجان)
| رتبه            | کشور                      | طلا | نقره | برنز | مجموع |
| --------------- | ------------------------- | --- | ---- | ---- | ----- |
| ۱               | کرهٔ جنوبی                 | ۳   | ۱    | ۰    | ۴     |
| ۲               | ترکیه                     | ۳   | ۰    | ۳    | ۶     |
| ۳               | کرواسی                    | ۲   | ۱    | ۳    | ۶     |
| ۴               | فرانسه                    | ۲   | ۰    | ۰    | ۲     |
| –               | ورزشکاران انفرادی بی‌طرف a | ۱   | ۱    | ۵    | ۷     |
| ۵               | بریتانیای کبیر            | ۱   | ۱    | ۲    | ۴     |
| ۶               | ایران                     | ۱   | ۰    | ۲    | ۳     |
| ۷               | ساحل عاج                  | ۱   | ۰    | ۱    | ۲     |
| ۸               | ایتالیا                   | ۱   | ۰    | ۰    | ۱     |
| ۸               | مجارستان                  | ۱   | ۰    | ۰    | ۱     |
| ۱۰              | تایلند                    | ۰   | ۳    | ۰    | ۳     |
| ۱۱              | ازبکستان                  | ۰   | ۱    | ۳    | ۴     |
| ۱۱              | اسپانیا                   | ۰   | ۱    | ۳    | ۴     |
| ۱۳              | اردن                      | ۰   | ۱    | ۱    | ۲     |
| ۱۳              | برزیل                     | ۰   | ۱    | ۱    | ۲     |
| ۱۳              | مکزیک                     | ۰   | ۱    | ۱    | ۲     |
| ۱۳              | چین                       | ۰   | ۱    | ۱    | ۲     |
| ۱۷              | ایالات متحده آمریکا       | ۰   | ۱    | ۰    | ۱     |
| ۱۷              | تایوان                    | ۰   | ۱    | ۰    | ۱     |
| ۱۷              | صربستان                   | ۰   | ۱    | ۰    | ۱     |
| ۲۰              | مصر                       | ۰   | ۰    | ۲    | ۲     |
| ۲۱              | استرالیا                  | ۰   | ۰    | ۱    | ۱     |
| ۲۱              | نروژ                      | ۰   | ۰    | ۱    | ۱     |
| ۲۱              | ژاپن                      | ۰   | ۰    | ۱    | ۱     |
| ۲۱              | کلمبیا                    | ۰   | ۰    | ۱    | ۱     |
| مجموع (۲۴ کشور) | مجموع (۲۴ کشور)           | ۱۶  | ۱۶   | ۳۲   | ۶۴    |

## حضور ورزشکاران روس و بلاروس
a^  در پی تهاجم روسیه به اوکراین در سال ۲۰۲۲ و تصویب تحریم‌ها، ورزشکاران تکواندوی روسیه و بلاروس مجاز به حضور در مسابقات تحت نام، پرچم یا سرود کشورهای خود نبودند. آنها تحت عنوان «ورزشکاران انفرادی بی‌طرف» در مسابقات حضور یافتند و مدال‌هایی که کسب کردند به صورت رسمی در رتبه‌بندی لحاظ نگردید. با نظر کمیته بین‌المللی المپیک، در مجموع ۲۳ ورزشکار روس و بلاروس مجوز حضور در این رویداد را تحت عنوان ورزشکاران انفرادی بی‌طرف دریافت کردند، در حالیکه دو ورزشکار روس (ولادیسلاو لارین و ماکسیم خرامتسوف)، به علت حمایت صریح از این تهاجم، مجوز حضور در این مسابقات را دریافت نکردند.